# China Martini
La China Martini è un amaro italiano prodotto con la corteccia della “China Calissaia” e da una miscela di erbe ed essenze aromatiche.
Negli anni '80-'90 la gradazione alcolica era del 31%. Successivamente fu abbassata per motivi commerciali a 25%.